# انتخابات مجلس شورای ملی (۱۳۲۶)
انتخابات مجلس پانزدهم ایران در سال ۱۳۲۶ برگزار شد. مجلس تازه انتخاب شده در ۲۶ تیر ماه باز شد.این انتخابات تبدیل به یک مبارزه قدرت بین احمد قوام، محمدرضا شاه و سیاستمداران محافظه کار طرفدار انگلیس گشت.: 240 
کنترل و ساز و کارهای انتخاباتی نخست وزیر قوام در بسیاری از مناطق توسط افسران ارتش شاهنشاهی، افراد پرطرفدار مستقل محلی و فرمانداران و متنفذین هوادار انگلیس به چالش کشیده شد.: 240–241 
یک اعتراض عمومی توسط کسبه، بازاری‌ها و دانشجویان دانشگاه به رهبری محمد مصدق در میان سیاستمداران دیگر برای فراخوان یک انتخابات آزاد برگزار شد با وجود وعده قوام برای برگزاری انتخابات آزاد در آن «تقلب» شد و حزب دموکرات ایران به رهبری قوام موفق به کسب اکثریت کرسی‌ها از جمله تمام ۱۲ کرسی تهران در مجلس شد.: 240–241 

## اعضای فراکسیون‌ها
| فراکسیون                    | کرسی | رهبر(ها)                                            |
| --------------------------- | ---- | --------------------------------------------------- |
| دموکرات                     | ۸۰   | رضا حکمت (جناح محافظه کار) محمدتقی بهار (جناح راست) |
| اتحاد ملی                   | ۳۵   | عزت‌الله بیات، اردلان و متین دفتری                   |
| انجمن ملی (هوادار بریتانیا) | ۲۵   | مدنی و طاهری                                        |
| منبع: Abrahamian: 242       |      |                                                     |